# Вульф, Арт
Арт Вульф (англ. — Art Wolfe, 1951 г.р.) — американский фотограф и защитник природы, наиболее известный своими цветными фотографиями пейзажей, местностей и дикой природы. Работы Вульфа были опубликованы в более чем шестидесяти книгах, включая «Исчезающий акт», «Высокие Гималаи», «Вода: миры между небом и землей», «Племена», «Тропические леса мира» и «Искусство фотографировать природу».

## Ранняя жизнь и образование
Родители Вульфа были коммерческими художниками в Сиэтле, штат Вашингтон. Вульф получил степень бакалавра в сфере изобразительного искусства в Вашингтонском университете. В течение четырех лет после выпуска Вульф работал для журнала National Geographic и выпустил свою первую фотокнигу.

## Карьера
Арт Вульф выпустил более 65 фотокниг и обучающих видео по фототехнике. Почтовая служба США использовала фотографии Вульфа на двух марках. Он является почетным членом Королевского фотографического общества и входит в состав советов некоторых организаций по охране дикой природы.

## Документальный телесериал
Документальный телесериал «Путешествие на край с Артом Вульфом» представляет собой документальный проект, в котором исследуются экологические темы. Сериал организован самим Артом Вульфом при поддержке профессиональной съемочной группы (Карел Бауэр — полевой директор/оператор-постановщик; Шон Уайт — оператор-постановщик; Джон Гринго — полевая съемка; Габриэль Жекан — полевая съемка).
Сериал начался с создания 13 серий, выпущенных в 2007 году. К 2009 году уже было отснято 26 серий. Съемки проводились в таких местах, как Патагония, Мадагаскар, Аляска, Новая Зеландия и Индия.
В 2015 году Вульф появился в австралийском документальном реалити-сериале «Tales by Light», который транслируется на канале National Geographic.

## Работа
Подход Вульфа к процессу съемки природы сочетает в себе элементы фотожурналистики и фотоискусства. Большое влияние на деятельность Вульфа имели австрийско-американский фотожурналист и фотограф Эрнст Хаас и американский фотограф Элиот Портер. В своей книге «Миграции» (1994 г.) Вульф представил фотографии, которые были строго документальными, а также фотографии, которые были улучшены. Например, с помощью процесса «клонирования», Вулф стремился улучшить визуальные образы и создать фотографии с потенциально более сильным эффектом, чем изначально снятые.

## Награды
Фотограф года, 1998 г., по версии Североамериканской ассоциации фотографов природы.
Национальная книжная премия NOBA, 2001 г.
Национальная книжная премия NOBA, 2004 г.
Почетный член Королевского фотографического общества с 2005 г.